# Локалита Пјопете (Комо)
Локалита Пјопете је насеље у Италији у округу Комо, региону Ломбардија.
Према процени из 2011. у насељу је живело 23 становника. Насеље се налази на надморској висини од 307 м.